# Gostomysl
Gostomysl (Russisch: Гостомысл) is een legendarische 9e-eeuwse posadnik van Novgorod, die in de 18e eeuw door historicus Vasili Tatisjtsjev werd geïntroduceerd in de historiografie. Gostomysls heerschappij werd door Tatisjtsjev in verband gebracht met een confederatie van noordelijke stammen, die zou zijn gevormd om de Varjaagse dreiging te keren in het midden van de 9e eeuw en bestond uit de  Ilmenslovenen, Krivitsjen, Merjas en Tsjoeden. Sergej Platonov en Aleksej Sjachmatov geloofden dat de hoofdstad van de confederatie Roessa was en dat Gostomysl een van haar leiders zou kunnen zijn geweest.
Volgens Tatisjtsjev, die beweerde zijn informatie te hebben gehaald uit de nu verloren gegane Joachimkroniek, werd Gostomysl door de Ilmenslaven als hun hoogste leider verkozen en zou hij de Varjagen uit Rusland hebben verdreven. Eens had hij een droom, waarin hij een grote boom zag die groeide uit de baarmoeder van zijn dochter Oemila. Dit werd door heidense priesters gezien als een voorspelling, die aangaf dat Oemila's zoon een groot leider zou worden en dat zijn nageslacht een groot gebied zou besturen. En inderdaad, na een periode van burgeropstanden volgde Oemila's zoon Rurik, in werkelijkheid een Varjaag, zijn grootvader op in Novgorod en zijn nageslacht kwam aan het hoofd te staan van de grootste staat van Europa.
De legende van Gostomysl werd veelvuldig vertolkt door schrijvers en dichters uit het nationalistische milieu ten tijde van het rijk van Catharina de Grote. Historici Gerhardt Friedrich Müller en Nikolaj Karamzin kenden echter geen waarde toe aan Tatisjtsjevs verhaal; zij geloofden dat de naam Gostomysl het resultaat was van een misinterpretatie van de Slavische woorden 'gost' ("gast") en 'mysl' ("gedachte").
Hoewel het bestaan van Gostomysl wordt betwijfeld door vrijwel elke historicus, moet echter wel worden opgemerkt dat de naam geen kunstmatige constructie was, zoals eerder werd aangenomen. In 844 werd de naam opgetekend toen Lodewijk de Duitser een "rex Gostomuizli" van de Obodrieten versloeg. Daarnaast heeft het verhaal van Oemila's droom grote overeenkomsten met het verhaal van de geboorte van Harald Veelhaar in enkele Noordse sagen, die de genealogische stamboom uit een droom van zijn moeder vlak voor zijn geboorte zien als een symbool van de Veelhaar-dynastie, waarvan Harald de stichter was.